# 西バージニア軍
西バージニア軍（Army of West Virginia）は南北戦争中の北軍の野戦軍。 主として西バージニア、南西バージニア、シェナンドー渓谷で活動した。隷下の第23オハイオ連隊には、将来アメリカ大統領となるラザフォード・ヘイズ（第19代大統領）及びウィリアム・マッキンリー（第25代大統領）が所属していた。

## 歴史
1864年7月25日、ジョージ・クルック少将が西バージニア軍管区（the Department of West Virginia）の司令官に任命された。クルックは当時カナウハ軍（Army of the Kanawha）の司令官を務めていたため、直ちに新しい任務につくことができず、実際の着任は8月9日となった。この際、西バージニア軍と改称されている。「軍」という名称ではあるが、実質的には「軍団」規模（3個師団）であり、フィリップ・シェリダン少将のシェナンドー軍の下部組織となった。このため、しばしば西バージニア軍は第8軍団と呼ばれることがある。しかし、当時ルー・ウォーレスを軍団長とし、ボルチモア・アンド・オハイオ鉄道の防衛を任務とした正規の第8軍団が存在しており、これとは別組織であるため、混同してはならない。クルックの西バージニア軍は1864年のバレー方面作戦の多くの戦闘に参加した。
第1師団の師団長はジョン・ソバーン（Joseph Thoburn）大佐で、ソバーンがシーダークリークの戦いで戦死した後は、トーマス・ハリス大佐が第1師団長となった。第2師団（カナウハ師団）はイザック・デュバル大佐が師団長を務めたがオペクォンの戦いで重傷を負い、その後はラザフォード・ヘイズが師団を率いてシーダークリークで戦った。ジョン・キッチング（J. Howard Kitching）を師団長とする特設師団がシーダークリーク直前に加わった。特設師団の兵力は約1,000名で第6ニューヨーク砲兵連隊が所属していたが、それ以外の詳細は不明である。キッチングはシーダークリークで重傷を負い、 それが原因で翌年死亡した。
シェナンドー渓谷での戦闘が終了した1864年12月19日、西バージニア軍の名称は廃止され、西バージニア軍管区と呼ばれることとなった。

## 軍団長
- フランツ・シーゲル少将
- デイビッド・ハンター少将（1864年5月21日 - 8月8日）
- ジョージ・クルック 少将 (1864年8月8日 - 12月19日）

## 参戦した主たる戦闘
- クロイズ山の戦い
- ニューマーケットの戦い
- ピードモントの戦い
- リンチバーグの戦い（Battle of Lynchburg）
- クールスプリングの戦い（Battle of Cool Spring）
- ラザフォード農場の戦い（Battle of Rutherford's Farm）
- 第二次カーンズタウンの戦い
- ベリーヴィルの戦い（Battle of Berryville）
- オペクォンの戦い
- フィッシャーヒルの戦い（Battle of Fisher's Hill
- シーダークリークの戦い

## 参考資料
- John Eicher:Civil War High Commands, Stanford University Press; (June 1, 2002), ISBN 978-0804736411
- Civil War Home